# Ștefan cel Mare (gmina w okręgu Aluta)
Ștefan cel Mare – gmina w Rumunii, w okręgu Aluta. Obejmuje miejscowości Ianca Nouă i Ștefan cel Mare. W 2011 roku liczyła 1808 mieszkańców.